# Le Justicier aux deux visages
Pour plus de détails, voir Fiche technique et Distribution.

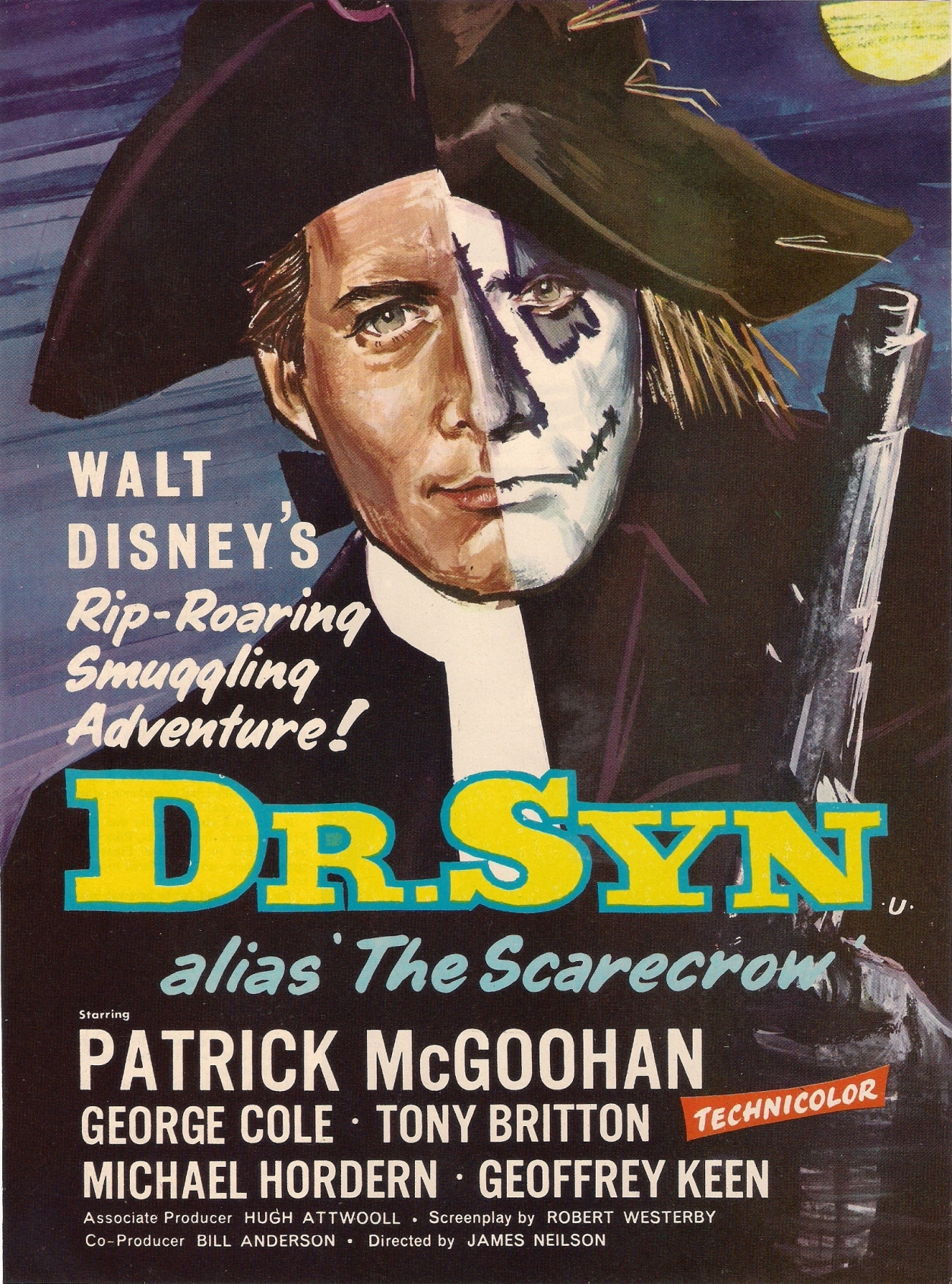
Affiche de Dr Syn (1965)

Le Justicier aux deux visages (Dr Syn alias the Scarecrow) est un film britannique réalisé par James Neilson avec une sortie limitée dès 1963 au Royaume-Uni puis d'autres pays avant de sortir aux États-Unis en 1975.
C'est une compilation d'extraits des trois épisodes de la série télévisée L'Épouvantail (1964) produite pour NBC par Walt Disney Productions. Le site IMDb mentionne des sorties dans les salles de cinéma mexicaines et française à partir de 1965.

## Synopsis
En 1775, dans la région de Romney Marsh (située dans le comté de Kent, dans le sud-est de l'Angleterre), le pasteur Christopher Syn, paisible vicaire de la paroisse de Dymchurch, devient à la nuit tombée l'Épouvantail (surnom dû à son déguisement), justicier masqué à la tête d'une bande de contrebandiers qui lutte contre les collecteurs de taxes du roi George III.

## Fiche technique
- Titre original : Dr. Syn, Alias the Scarecrow
- Titre français : Le Justicier aux deux visages
- Réalisation : James Neilson assisté de John Peverall
- Scénario : Robert Westerby d'après Russell Thorndike et Willima Buchaman
- Producteur : Walt Disney, Bill Anderson (coproducteur), Hugh Attwooll (associé)
- Photographie : Paul Beeson, Ray Sturgess (additionnelle)
- Montage : Peter Boita
- Directeur artistique : Michael Stringer
- Décors : Peter James
- Costumes : Anthony Mendelson (conception)
- Maquillage : Harry Frampton
- Coiffure :  H. Montsash
- Musique : Gerard Schurmann
  - Chansons : Terry Gilkyson (Scarecrow)
- Technicien du son : Robert O. Cook
- Coordinateur de programme : Jack Bruner
- Société de production : Walt Disney Productions
- Pays d'origine :  Royaume-Uni
- Langue : Anglais
- Format : Couleurs (Technicolor) - 1,85:1 - 35 mm - Son : Mono (RCA Photophone Sound Recording)
- Genre : Aventure
- Durée : 84 minutes (1 h 24, 1963), 98 min (1975)
- Dates de sortie :
  -  Royaume-Uni : 22 décembre 1963
  -  France : 11 août 1965
  -  États-Unis : 21 novembre 1975

Sauf mention contraire, les informations proviennent des sources concordantes suivantes : Leonard Maltin, John West, Mark Arnold et IMDb

## Distribution
- Patrick McGoohan : Dr. Christopher Syn / the Scarecrow
- George Cole : Mr. Sexton Mipps / Hellspite
- Tony Britton : Simon Bates
- Michael Hordern : Squire Thomas Banks
- Geoffrey Keen : General Pugh
- Sean Scully : John Banks / The Curlew
- Eric Flynn : Lt. Philip Brackenbury
- Eric Pohlmann : King George III
- Kay Walsh : Mrs. Waggett
- Patrick Wymark : Joseph Ransley
- Alan Dobie : Mr. Frank Fragg - Prosecutor
- David Buck : Harry Banks
- Percy Herbert : Dover Castle Jailer
- Robert Brown : Sam Farley
- Jill Curzon : Katharine Banks
- Mark Dignam : The Bishop
- Gordon Gostelow : Ben
- Bruce Seton : Beadle
- Allan McClelland : 2nd Jailer
- Richard O'Sullivan : George Ransley
- Simon Lack : Dragoon Corporal
- Elsie Wagstaff : Mrs. Ransley

Sauf mention contraire, les informations proviennent des sources suivantes : Leonard Maltin, John West, Mark Arnold et IMDb

### Voix françaises
- Jean-Pierre Duclos: le pasteur Christopher Syn / l'Épouvantail
- Michel Gudin : le sacristain Mipps
- Michèle André : Katherine Banks
- Jacques Berthier : le général Pugh
- Jean-Claude Balard : le procureur Fragg

## Sorties cinéma
Sauf mention contraire, les informations suivantes sont issues de l'Internet Movie Database.
- Royaume-Uni : 22 décembre 1963 (Londres)
- Royaume-Uni : 13 août 1967 (ressortie)
- Royaume-Uni : 24 octobre 1976 (ressortie)
- Irlande : 26 juin 1964
- Mexique : 29 juillet 1965
- France : 11 août 1965
- Suède : 14 février 1966
- Pologne : octobre 1966[6]
- Uruguay : 6 mai 1969 (Montevideo)
- Hongrie : 4 juin 1970
- États-Unis : 21 novembre 1975

## Origine et production
Le film est une compilation d'extraits de la série L'Épouvantail qui est sortie au cinéma. La série est basée sur les romans Christopher Syn de Russell Thorndike et William Buchaman. Ce n'est pas la première adaptation des romans. On peut citer Doctor Syn (1937) avec George Arliss ou Le Fascinant Capitaine Clegg (1963) de Hammer Film avec Peter Cushing. La série a été tournée au Pinewood Studios près de Londres et dans le Romney Marsh, un marécage dans le Kent.
La chanson titre du film The Scarecrow Song est interprétée par Terry Gilkyson. Gilkyson est connu pour avoir composé The Bare Necessities pour  Le Livre de la jungle (1967).

## Exploitation et analyse
La première mondiale a lieu à Londres en décembre 1963 mais ne sort en salles aux États-Unis que le 21 novembre 1975,. En France, il est sorti en 1966 sous le titre Le Justicier aux deux visages. La version de 1975 est légèrement plus longue avec 98 minutes au lieu des 84 minutes de 1963.
De nombreux films initialement produits pour la télévision - dans le programme Le Monde merveilleux de Disney - sont sortis au cinéma souvent en dehors des États-Unis, l'émission n'y étant pas diffusée. On peut citer Davy Crockett et les Pirates de la rivière (1956), extrait de Davy Crockett (1954), Signé Zorro (1958) extrait de Zorro (1957). Souvent ces films sortent un ou deux ans après la diffusion mais pour L'Épouvantail suit un autre schéma, car un film compilation sort au Royaume-Uni en 1963 avant que la série soit diffusée aux États-Unis en 1964 puis une sortie en salle est organisée en 1975 aux États-Unis. En 1975, au Royaume-Uni, Disney ne rediffuse pas le film principalement en raison de la sortie l'année précédente de Carry On Dick (1974), de la série Carry On au scénario similaire. Mark Arnold considère les sorties des Merveilles de la nature et du Justicier aux deux visages en 1975 comme un complément de ressources à moindre coût pour le studio comme les ressorties de Blanche-Neige et les Sept Nains (1937) et L'Île au trésor (1950) et vu le succès des autres productions de l'année. Il précise qu'il faudra attendre 10 ans pour que le studio réalise une année aussi faste.
Le film a été édité en vidéo en 1986. Les deux versions, britannique de 1963 et américaine de 1975, ont été disponibles en DVD dans la collection Walt Disney Treasures. Mark Arnold précise que la version VHS du film est encore plus longue avec 139 minutes. Leonard Maltin, cité par Mark Arnold, évoque cette sortie en DVD qui fait de cette œuvre un objet de collection très recherché. Arnold s'interroge sur le fait que Disney n'édite pas régulièrement cette série alors que la demande est forte et qu'en 2013, le marché de l'occasion pour ce DVD dépasse les 100 USD. Le DVD comporte un documentaire avec les commentaires entre autres de l'historien Disney  Brian Sibley, l'auteur Rick Lai et Russell Thorndike. Patrick McGoohan participe aussi au documentaire et c'est sa dernière interview avant son décès le 13 janvier 2009.